# Foresta pietrificata di Zuri - Soddì
La foresta pietrificata di Zuri-Soddì (chiamata anche foresta fantasma), è formata da un giacimento di fossili di antiche piante risalente al periodo di transizione Chattiano-Aquitaniano  (circa 25 milioni di anni fa). Si trova nella provincia di Oristano, in Sardegna.

## L'origine della foresta fossile
Quando nell'era Miocenica, l'emissione di ceneri, pomici e lapilli dei vicini vulcani investì la piana dove oggi si estende il lago Omodeo, le foreste presenti rimasero sommerse da uno spesso banco di materiali incoerenti. Alberi di diverse specie, tra cui alcuni dalle caratteristiche singolarmente simili alla flora fossile sahariana, come il Palmoxilon o il Dombeyoxylon, subirono successivi eventi geologici che portarono alla lenta fossilizzazione dei vegetali ancora in piedi o abbattuti.

## La conservazione della foresta fossile
Nel 1924 la creazione dell'invaso artificiale del lago di Omodeo, con la Diga Santa Chiara sul fiume Tirso, portò alla parziale sommersione della foresta pietrificata, che si estendeva sui tufi cineritico-pomicei presso il villaggio di Zuri. Il villaggio fu ricostruito sull'altipiano, mentre la chiesa di San Pietro fu spostata.
Non esiste alcuna forma di protezione del sito e l'abbassamento le livello delle acque nel periodo estivo fa emergere parte della foresta pietrificata che risulta così ad alto rischio di depredazione.
Attualmente solo pochi tronchi sono ancora presenti nel sito che, per via del continuo saccheggio da parte di visitatori, risulta fortemente impoverito ed i restanti fossili sono stati pesantemente danneggiati per facilitarne il trasporto.
Alcuni grossi tronchi fossili possono essere osservati nel cortile della chiesetta campestre dedicata a Santa Maria Maddalena, nel paesino di Soddì, e presso la chiesa dello Spirito Santo, nelle cui vicinanze vive anche un vecchio esemplare di bagolaro (Celtis australis).
Alcuni esemplari silicizzati, di notevoli dimensioni, probabilmente della specie Bombacoxylon oweni sono esposti presso il Dipartimento di Scienze della Terra dell'Università di Cagliari e il Museo archeologico e paleobotanico di Perfugas
I primi studi sul sito risalgono agli inizi del Novecento, dando vita anche alle prime raccolte di esemplari nei musei.